# Rjasan WDW
Der Rjasan WDW (russisch Рязань-ВДВ, auch Ryazan VDV transkribiert) ist ein russischer Frauenfußballverein aus Rjasan.
Der Verein wurde 1996 unter dem Namen Marsel (Марсель) gegründet. Von 1997 bis 1999 hieß der Verein WDW und von 2000 bis 2004 Rjasan TNK. Später folgte eine Umbenennung in Rjasan WDW. Er gehört zu den erfolgreichsten Klubs des Landes. 1999 und 2000 konnten sie den russischen Meistertitel gewinnen. Danach musste der Verein 13 Jahre warten, ehe 2013 der dritte Titel und 2018 Nummer vier folgte. Auch zwei Pokalsiege (1998, 2014) stehen auf der Habenseite. Rjasan WDW nahm bisher dreimal an der UEFA Women’s Champions League teil. Dabei war in der Saison 2001/02 das Erreichen des Viertelfinales der größte Erfolg.

## Erfolge
- Meister Russland (3): 1999, 2000, 2013, 2018
- Pokalsieger Russland (2):  1998, 2014

| Wettbewerb                            | Runde                    | Gegner               | Spiel 1  | Spiel 2 |  |
| ------------------------------------- | ------------------------ | -------------------- | -------- | ------- |  |
|                                       |                          |                      |          |         |  |
| UEFA Women’s Cup 2001/02              | Qualifikation – Gruppe 2 | Ter Leede Sassenheim | 4:0 (A)  |         |  |
|                                       | Qualifikation – Gruppe 2 | AO Kavala            | 11:0 (N) |         |  |
|                                       | Qualifikation – Gruppe 2 | ŠKF Žilina           | 13:0 (N) |         |  |
|                                       | Viertelfinale            | Umeå IK              | 1:4 (H)  | 1:3 (A) |  |
|                                       |                          |                      |          |         |  |
| UEFA Women’s Champions League 2014/15 | Sechzehntelfinale        | FC Rosengard         | 1:3 (H)  | 0:2 (A) |  |
|                                       |                          |                      |          |         |  |
| UEFA Women’s Champions League 2018/19 | Sechzehntelfinale        | FC Rosengard         | 0:1 (H)  | 0:2 (A) |  |

Gesamtbilanz: 9 Spiele, 3 Siege, 6 Niederlagen, 31:15 Tore (Tordifferenz +16)
|}